# کورتزیو مالاپارته
کورتزیو مالاپارته (به ایتالیایی: Curzio Malaparte) (زاده ۹ ژوئن ۱۸۹۸ – درگذشته ۱۹ ژوئیه ۱۹۵۷) نویسنده، نمایش‌نامه‌نویس، خبرنگار و دیپلمات ایتالیایی بود.

## زندگی
وی در جنگ جهانی اول به ارتش فرانسه پیوست و پس از مجروح شدن در «جنگ شامپانی»، نشان «صلیب جنگ» (بزرگ‌ترین نشان جنگی فرانسه) را دریافت کرد. پس از بازگشت به ایتالیا به حزب فاشیست پیوست. اما رفته رفته با اندیشه‌های موسولینی مخالفت کرد و با وخامت اوضاع سیاسی در ایتالیا به فرانسه و انگلستان سفر کرد. در سال ۱۹۳۱ پس از بازگشت به ایتالیا از حزب فاشیست استعفا داد و کتاب «فن کودتا» را که علیه هیتلر بود منتشر کرد. با انتشار این کتاب به مدت پنج سال به جزیره‌ای در سیسیل تبعید شد. در سال ۱۹۴۱ به عنوان خبرنگار جنگی راهی جبهه روسیه و فنلاند شد و به خاطر گزارش‌هایش توسط آلمانی‌ها به چهار ماه اقامت در اردوگاه‌های کار اجباری محکوم شد. از سال ۱۹۴۳ تا پایان جنگ جهانی دوم رابط متفقین و پارتیزان‌های ایتالیایی بود.

## آثار در فارسی
- قربانی (کاپوت)، ترجمه محمد قاضی
- ترس جان (پوست)، ترجمه بهمن محصص
- تکنیک کودتا، مدیا کاشیگر